# Stykkið
Stykkið (dansk: Stykket) er en bygd på Færøerne. Den ligger i Kvívíkar kommuna på Streymoy, mellem Kvívík og Leynar. 1. januar 2025 havde Stykkið 40 indbyggere.
Stykkið blev grundlagt som en niðursetubygd i 1845.. Præsten Niels Lassen Holm byggede her det første hus, som han kaldte Solitude. 